# Zodiomyces subseriatus
Zodiomyces subseriatus är en svampart som beskrevs av Thaxt. 1931. Zodiomyces subseriatus ingår i släktet Zodiomyces och familjen Laboulbeniaceae.   Inga underarter finns listade i Catalogue of Life.